# Внештатный корреспондент
Внештатный корреспондент — в советской прессе сотрудник вне штата редакции печатного органа (газеты, журнала), профессионал, рабочий или крестьянский корреспондент, который представлял в прессе «голос народа», сообщал о ситуации на местах, в своей хозяйственной отрасли, на своем предприятии или организации.
Движение внештатных корреспондентов возникло в Советской России и Союзе в 1920-е годы и было формой вовлечения трудящихся масс в индустриализацию, коллективизацию, культурную революцию, ликбез и другие социалистические преобразования в государстве рабочих и крестьян, а затем стало инструментом формирования советского общества, в котором главным героем был человек труда. В отличие от западного аналога (фрилансера), внештатный корреспондент в советской прессе, как правило, не был профессиональным журналистом и для него написание корреспонденций в прессу было не единственным, а вспомогательным источником дохода, или получение гонорара за статьи или работы не было самоцелью.

## Зарождение
1920-е годы ознаменовались таким феноменом советской действительности, как широкое движение рабочих и сельских корреспондентов. Начало этой работе ещё до Октябрьской революции, при создании большевистской газеты «Правда» положили слова В. И. Ленина: «Давайте пошире возможность рабочим писать в газету, писать обо всем решительно, писать как можно больше о будничной своей жизни, интересах и работе». В созданном большевиками государстве эти слова стали законом для прессы и были подкреплены решениями руководства партии: письмом ЦК РКП (б) от 7 июля 1922 г. «О плане местных газет», постановлениями Оргбюро ЦК ВКП (б) от 1 декабря 1924 г. «О стенных газетах» и от 1 ноября 1925 г. «О рабселькоровском движении». Стенные и многотиражные издания создавались по инициативе «снизу», творческими усилиями самих рабочих, которые хотели издавать газету самостоятельно, для себя и о своем предприятии и коллективе. Подготовку рабочих и сельских корреспондентов (рабкоры, селькоры, рабселькоры) вели кружки при редакциях стенных, фабрично-заводских, уездных и губернских (затем — областных) газет. Отделы печати и издательств региональных комитетов ВКП(б) организовывали курсы переподготовки профессиональных кадров, которые должны были помогать внештатникам — заместителей редакторов и заведующих партийными отделами районных газет, редакторов фабрично-заводских газет, корректоров. В свою очередь, активным рабселькорам предоставлялись места для обучения на рабфаках учебных заведений.
Рабселькоры помогали людям различать недовольство действиями конкретных чиновников и представление о советской власти в целом как справедливой, народной, учитывающей мнения рядовых граждан, оперативно освобождающейся от негативных явлений и враждебных элементов. По критическим заметкам, которые присылали в редакции внештатные авторы, принимались конкретные меры: снимались с работы руководители советских органов и местных комитетов партии, подвергались взысканиям нерадивые служащие, а то и возбуждались уголовные дела по фактам растраты, бесхозяйственности, волокиты, хулиганства и пьянства. Партия приветствовала «свободу критики» для обличения того, что мешало власти, компрометировало её, а партийно-советская печать снизу (многотиражных и районных газет) доверху (центральные газеты) должна была обеспечивать связь власти и трудящихся, восприимчивость власти к критике снизу.
Многие общественные активисты гордились своим статусом рабселькора. Эта деятельность была окружена ореолом романтики, риска. Не случайно в воспоминаниях ветеранов стандартной стала фраза поэта В.Маяковского: «Я хочу, чтоб к штыку приравняли перо».

## Отдел писем
Во всех газетах Советского Союза создавались отделы писем, работавшие с корреспонденцией читателей. В межвоенное время в СССР труд журналистов пролетарских газет строился не столько на написании собственных статей, сколько на обработке авторских. Так, за два первых года издания «Правды» в ней было опубликовано более шестнадцати тысяч корреспонденций и двухсот статей рабочих. Таким образом был создан целый жанр, названный исследователями «народная публицистика» — произведения, «родившиеся в гуще масс и выражающие их понимание событий, мнения, интересы, стремления, настроения, чувства».
При этом люди использовали прессу не только как рупор, но и как инструмент решения своих проблем. «Правда», и «Известия» воспринимались советскими людьми как официальные структуры, как печатный «орган» советской власти. «Если сотрудников рубрики „письма“ так много, так это потому, что „Правда“ — нечто большее, чем просто газета. Ее роль сравнима с ролью апелляционной инстанции. <…> У „Правды“ больше власти в области права и правосудия, чем у специализированных государственных учреждений», — отмечал французский исследователь Ш.Ревуз.

## Организаторская работа прессы
Исходя из постулата В.И. Ленина о том, что газета должна быть не только коллективным пропагандистом и агитатором, но и коллективным организатором, в советской печати сформировалось целое направление взаимодействия журналистов с аудиторией, внештатными корреспондентами и общественными организациями — организационно-массовая работа.
Совещания и семинары рабселькоров, читательские конференции, опросы, организация рабкоровских постов на стройках, заводах, машинно-тракторных станциях, селькоровских постов в колхозных бригадах, проведение рейдов внештатных корреспондентов должны были мобилизовывать массы, помогать выполнению задач развития страны.
Организаторская работа включала работу с редакционной почтой, активистами печати и внештатными авторами. Эту задачу выполняли в 1970-80-е годы и все штатные сотрудники редакций, которые обязаны были формировать и поддерживать актив внештатных авторов по своей тематике. Популярными формами работы с внештатными корреспондентами стали выездные редакции, консультативные советы, смотры, рейды, корреспондентские посты, общественные приемные. В последних обычно работали юристы, медики, специалисты коммунально-бытовой отрасли, просто умудренные житейским опытом люди, которые помогали посетителям редакций советом и консультациями.

## Гонорары
Внештатные корреспонденты в послевоенное время стали получать гонорары за свои работы. В районных газетах гонорар за заметку в 100 строк мог составлять 3-5 рублей, в областных и республиканских — 10-12 рублей. За рисунок в газете платили от 3,70 до 9,40, в журнале — до 50 рублей.
За рассказ в газете платили 25 рублей (около трети минимальной заработной платы или пенсии), за стихи -- по рублю за строчку.  Еще лучше было поэтам. В стихотворениях каждая строчка оценивалась по рублю. 
Профессиональные литераторы могли уже безбедно жить на гонорары: за публикацию в толстом литературном журнале им начисляли от 2 до 4 тысяч рублей, в зависимости от количества условно-издательских печатных листов.